# Ekimae series
L'Ekimae series (駅前シリーズ?, Ekimae shirīzu, lett. "serie davanti alla stazione") è una serie di 12 film diretti fra il 1964 e il 1967 dal regista giapponese Kōzō Saeki e basata sui romanzi di Masuji Ibuse. Sono inediti in Italia.

## Elenco
- Kigeki: ekimae okami, 1964
- Kigeki: ekimae kaidan, 1964
- Kigeki: ekimae ondo, 1964
- Kigeki: ekimae tenjin, 1964
- Kigeki: ekimae iin, 1965
- Kigeki: ekimae kinyū, 1965
- Kigeki: ekimae daigaku, 1965
- Kigeki: ekimae benten, 1966
- Kigeki: ekimae manga, 1966
- Kigeki: ekimae bantō, 1966
- Kigeki: ekimae keiba, 1966
- Kigeki: ekimae mangan, 1967